# SPG-82
Die bzw. das SPG-82 (russisch СПГ-82) ist ein ab 1950 in der Sowjetunion verwendeter Raketenwerfer. Die Waffe vereint die Eigenschaften eines Granatwerfers und einer Panzerabwehrwaffe und wurde in motorisierten Schützen- und Luftlandeeinheiten zur Bekämpfung von gepanzerten Fahrzeugen, Feldbefestigungsanlagen und ständigen Kampfanlagen, zum Niederhalten und Vernichten von Truppen innerhalb und außerhalb von Deckungen und zum Schaffen von Gassen in Drahthindernissen eingesetzt. Obwohl in regulären Streitkräften mittlerweile meist durch modernere Waffensysteme ersetzt, findet sie sich noch in der Bewaffnung verschiedener Armeen und irregulärer Kräfte.
Die Abkürzung SPG (russisch СПГ) steht für stankowy protiwotankowy granatomjot (russisch станковый противотанковый гранатомёт) und bedeutet sinngemäß Granatwerfer zur Panzerabwehr auf Lafette. Mit der Version SG-82 konnten auch Splittergranaten zur Bekämpfung weicher Ziele verschossen werden, die Abkürzung SG (russisch СГ) steht für stankowy granatomjot (russisch станковый гранатомёт) und bedeutet sinngemäß Granatwerfer auf Lafette. Der GAU-Index der Waffe ist 56-G-661 (russisch 56-Г-661). Für die SG-82 wurde der GAU-Index 56-G-662 (russisch 56-Г-662) vergeben. In der DDR wurde die SPG-82 als Geschoßgranatwerfer SG 82 oder schwere Panzerbüchse SPG-82 bezeichnet.

## Entwicklung
Die Entwicklung der Waffe begann 1942 im Spezialkonstruktionsbüro 36 (russisch специальное-конструкторское бюро 36 (СКБ-36)) des Ministeriums für Erdölindustrie unter der Leitung von A. P. Ostrowski (russisch А. П. Островский) und N. G. Grigorjan (russisch Н. Г. Григорян). Beteiligt war auch P. P. Schumilow. Die Munition wurde im Wissenschaftlichen Forschungsinstitut Nr. 6 (NII Nr. 6) (russisch НИИ № 6) entwickelt. Die Granate war zunächst drallstabilisiert. Die Werkserprobungen zeigten ungenügende Ergebnisse. Aufgrund der Rotation der Granate defokussierte der Hohlladungsstrahl, was zu geringen Durchschlagsleistungen führte. Da die entstandenen Probleme nicht gelöst werden konnten, wurde ab 1944 eine neue flügelstabilisierte Hohlladungsgranate entwickelt. Die Brennschlusszeit des Raketenmotors wurde verkürzt. Um die geforderten ballistischen Leistungen zu erreichen, musste dessen Ladung vergrößert werden. Dies führte wiederum zu einer Verstärkung des Abschussrohres und zur Erhöhung des Gesamtgewichtes der Waffe. Nach Abschluss der Erprobungen wurde die Waffe 1950 in die Bewaffnung der Sowjetarmee übernommen.

## Konstruktion
Bei der Waffe handelt es sich um eine Glattrohrwaffe, die flügelstabilisierte Munition verschießt.

### Rohr
Das Rohr mit dem Kaliber von 82 mm besteht aus zwei Teilen, dem Mündungs- und dem Verschlussteil, die über eine Muffe miteinander verbunden sind. Am Rohr sind der Spann- und Abzugsmechanismus, die Visiereinrichtung und die Schulterstütze befestigt. Ebenfalls am Rohr befestigt ist ein zusammenklappbarer Schutzschild mit zwei großen Sichtfenstern. Der Schutzschild schützt die Besatzung vor dem Abgasstrahl des Geschosses, da der Raketenmotor auch noch nach dem Verlassen des Rohres arbeitet. Schutz gegen Infanteriegeschosse und Splitter bietet der Schutzschild nicht. Geladen wird die Waffe von hinten über den Verschluss. Die Schulterstütze befindet sich links, der Spatengriff mit Abzug links vom Rohr.

### Visier
Als Visier kommt ein mechanisches Visier mit Kimme und Korn zum Einsatz. Die SG-82 besitzt zwei Visiere, die die unterschiedlichen ballistischen Charakteristiken der Granaten berücksichtigen.

### Lafette
Als Lafette kommt das schon beim schweren MG Gorjunow SG-43 verwendete einachsige Radfahrgestell zum Einsatz. Die Lafette dient vorrangig zum leichteren Transport der Waffe unter Gefechtsbedingungen. Am vorderen Teil des Rohres ist ein klappbarer Griff angebracht, mit dem die Waffe gezogen werden kann. Für den Transport über größere Entfernungen wird die Waffe auf ein Transportfahrzeug verlastet. Die Waffe kann auch von drei Soldaten am Zugriff und an dem auf den hinteren Lauf angeschweißten Tragegriff getragen werden. Abgefeuert wird die Waffe im Regelfall vom Radfahrgestell. Die Waffe kann auch – ohne Fahrgestell – von der Schulter abgefeuert werden, dazu muss sie jedoch aufgrund des Gewichtes von zwei Soldaten getragen und ausbalanciert werden.

## Munition
Verschossen wird die Hohlladungsgranate PG-82 (russisch ПГ-82). Die reaktive Granate besteht aus dem Gefechtskopf, dem Raketenmotor, dem Schwanz mit sechs festen Stabilisierungsflossen, die von einem Ring umschlossen werden, der Anzündladung und dem Zünder für den Gefechtskopf. Die trichterförmig geformte Einlage des Hohlladungsgefechtskopfes besteht aus Stahl. Im Raketenmotor wird Nitroglyzerin in Pulverform verwendet. Der Raketenmotor arbeitet noch kurze Zeit, nachdem die Granate das Rohr der Waffe verlassen hat. Die maximale Visierreichweite liegt bei 300 m, die Entfernung des direkten Schusses bei 200 m. Auf diese Entfernung können 175 mm Panzerstahl durchschlagen werden.
Für die SG-82 steht weiterhin die Splittergranate OG-82 (russisch ОГ-82) zur Verfügung. Mit Ausnahme des Gefechtskopfes ist die Granate analog zur PG-82 aufgebaut. Die Visierreichweite liegt bei 700 m.
| Munitionsarten     |             |                        |                      |                            |                  |                 |                     |         |
| Typ                | Bezeichnung | Anfangsgeschwindigkeit | Durchschlagsleistung | Reichweite direkter Schuss | Visierreichweite | Gewicht, gesamt | Gewicht der Granate | Kaliber |
| Splittergranate    | OG-82       | 160 m/s                | -                    | 200 m                      | 700 m            | 4,95 kg         |                     | 82 mm   |
| Hohlladungsgranate | PG-82       | 160 m/s                | 175 mm               | 200 m                      | 300 m            | 4,54 kg         |                     | 82 mm   |

## Technische Daten
| schwere Panzerbüchse SPG-82      |                       |
| Allgemeine Eigenschaften         |                       |
| Klassifikation                   |                       |
| Chefkonstrukteur                 |                       |
| Bezeichnung des Herstellers      | SPG-82 / SG-82        |
| Hersteller                       | Maschinenbauwerk Tula |
| Länge mit Protze                 | 2060 mm               |
| Breite                           | 1000 mm               |
| Höhe                             | 570 mm                |
| Gewicht in Feuerstellung         | 38 kg                 |
| Mannschaft                       | 3 Mann                |
| Baujahre                         | 1950 –                |
| Stückzahl                        |                       |
| Rohr                             |                       |
| Kaliber                          | 82 mm                 |
| Rohrlänge                        | 2000 mm               |
| Höhe der Schusslinie             |                       |
| Feuerdaten                       |                       |
| Höhenrichtbereich                |                       |
| Seitenrichtbereich               |                       |
| Entfernung des direkten Schusses | 200 m                 |
| Mündungsgeschwindigkeit          | 160 m/s               |
| Feuerrate                        | 6 Schuss/min          |

## Einsatz
In der Sowjetarmee wurde die SPG-82 in den Panzerabwehrzügen der motorisierten Schützenbataillone eingesetzt. Dort wurde sie jedoch bereits ab 1954 durch das rückstoßfreie 82-mm-Geschütz B-10 abgelöst.

### Einsatz in den bewaffneten Organen der DDR
Für die Einheiten der Kasernierten Volkspolizei war die Ausrüstung mit SPG-82 vorgesehen. Tatsächlich müssen auch entsprechende Waffen genutzt worden sein, wie entsprechende Fotos belegen. Informationen über Stückzahlen und Strukturen liegen derzeit jedoch nicht vor.